# Caroline Abbé

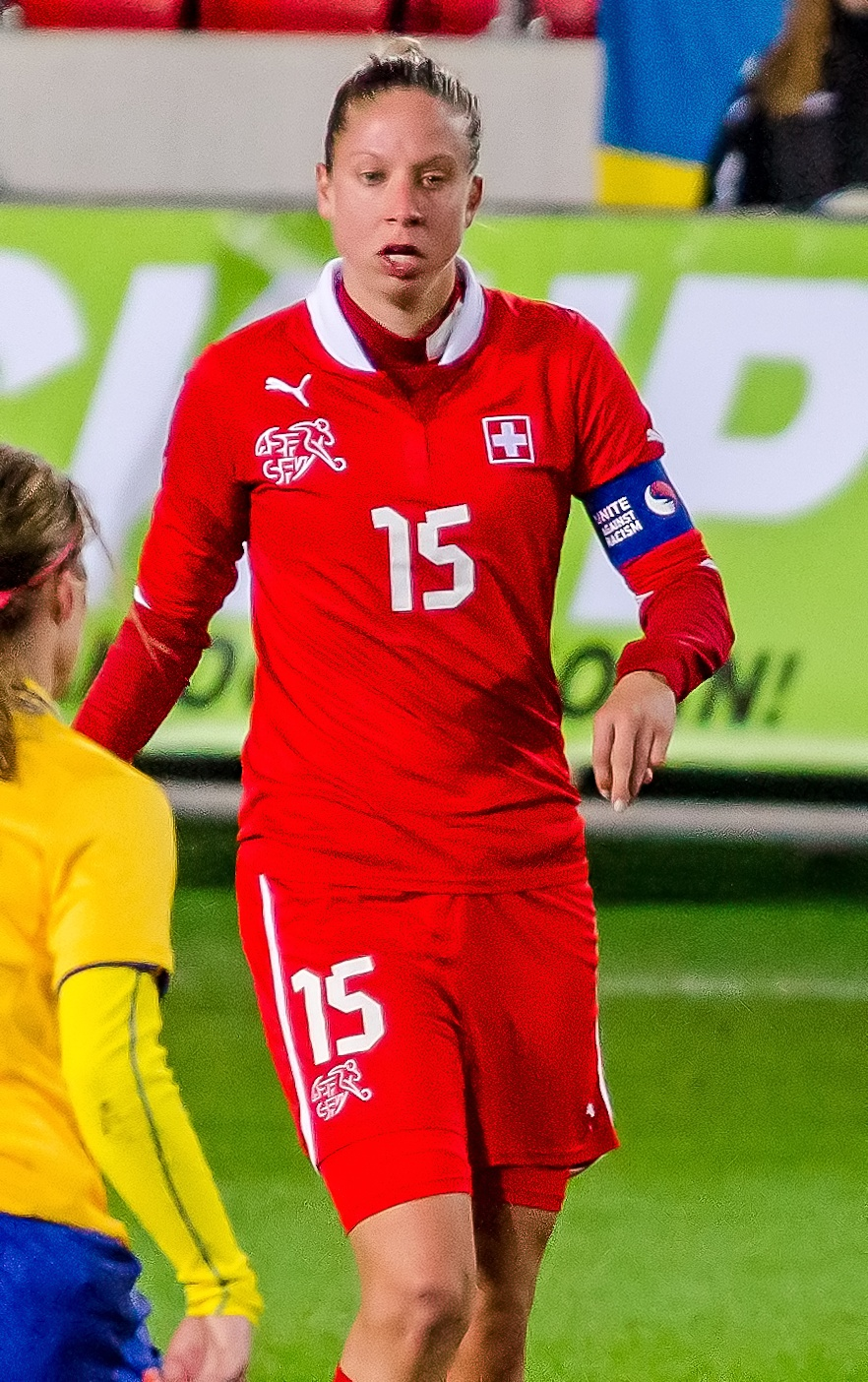
Caroline Abbe i schweizisk landslagsdräkt, 2012

Caroline Abbé, född den 13 januari 1988 i Genève, är en schweizisk fotbollsspelare (försvarare) som spelar för FC Bayern München i den tyska högstaligan. Hon har tidigare representerat Freiburg.
Med Bayern München har hon varit med och vunnit den tyska ligan säsongerna 2014/2015 och 2015/2016. Hon har representerat det schweiziska landslaget i två internationella mästerskap, VM i Kanada år 2015 och EM i Nederländerna år 2017.